# Oreszari
Oreszari (bułg. Орешари) – wieś w Bułgarii, w obwodzie Kyrdżali, w gminie Krumowgrad. W 2024 roku liczyła 7 mieszkańców.